# Gail Dines
Gail Dines, née le 29 juillet 1958 à Manchester (Royaume-Uni), est une sociologue et féministe radicale américano-britannique, fondatrice et présidente de l'association anti-pornographie Culture Reframed.

## Biographie
Gail Dines s'est formée à l'université de Salford, au Royaume-Uni, où elle a obtenu un doctorat en sociologie. Elle enseigne aux États-Unis au Wheelock College (en) de Boston, où elle est professeure émérite de sociologie et d'étude des femmes, spécialisée dans l'étude de la pornographie et de l'hypersexualisation de la société.
Tenante du féminisme radical, vers lequel la lecture d'Andrea Dworkin a joué le rôle de catalyseur, elle est considérée comme une figure de proue du mouvement anti-pornographie anglophone et international,. Elle met en lumière non seulement la violence exponentielle de l'industrie pornographique au cours au XXe siècle, ainsi que les séquelles des sévices infligés aux actrices, mais aussi les conséquences psychologiques indirectes du visionnage sur la population générale.
Gail Dines a notamment écrit l'ouvrage Pornland : Comment le porno a envahi nos vies publié en 2010, et traduit en français en 2020 aux Éditions LIBRE. Elle avait précédemment co-écrit avec Robert Jensen et Ann Russo Pornography: The Production and Consumption of Inequality en 1997.
Elle a participé à la création de l'association Stop Porn Culture (en), lui a donné une envergure internationale et permis sa transition en la nouvelle association Culture Reframed dont elle est la présidente fondatrice. Culture Reframed se donne pour mission d'alerter l'opinion publique au sujet de la pornographie, qu'elle définit comme « la crise de santé publique de l'ère numérique».
En 2016, Gail Dines consacre une conférence TEDx à Navesink, dans le New Jersey, intitulée Growing Up in a Pornified Culture sur l'impact des représentations pornographiques sur les enfants et l'hypersexualisation des nouvelles générations de jeunes filles. La sociologue figure également dans le film documentaire Liberated: The New Sexual Revolution diffusé en 2017 sur Netflix.

## Écrits

### Essais en langue originale
- (en) Gail Dines, Robert Jensen et Ann Russo, Pornography: The Production and Consumption of Inequality, Routledge, 1997, 200 p. (ISBN 978-0415918138)
- (en) Gail Dines, Pornland: How Porn Has Hijacked Our Sexuality, Beacon Press, 2010, 327 p. (ISBN 978-0807044520)

### Traductions
- Gail Dines, Pornland : Comment le porno a envahi nos vies, Editions LIBRE, 2020, 382 p. (ISBN 978-2490403165) (Préface à lire en ligne)